# Zborov nad Bystricou
Zborov nad Bystricou és un poble i municipi d'Eslovàquia que es troba a la regió de Žilina, al centre-nord del país.

## Galeria d'imatges

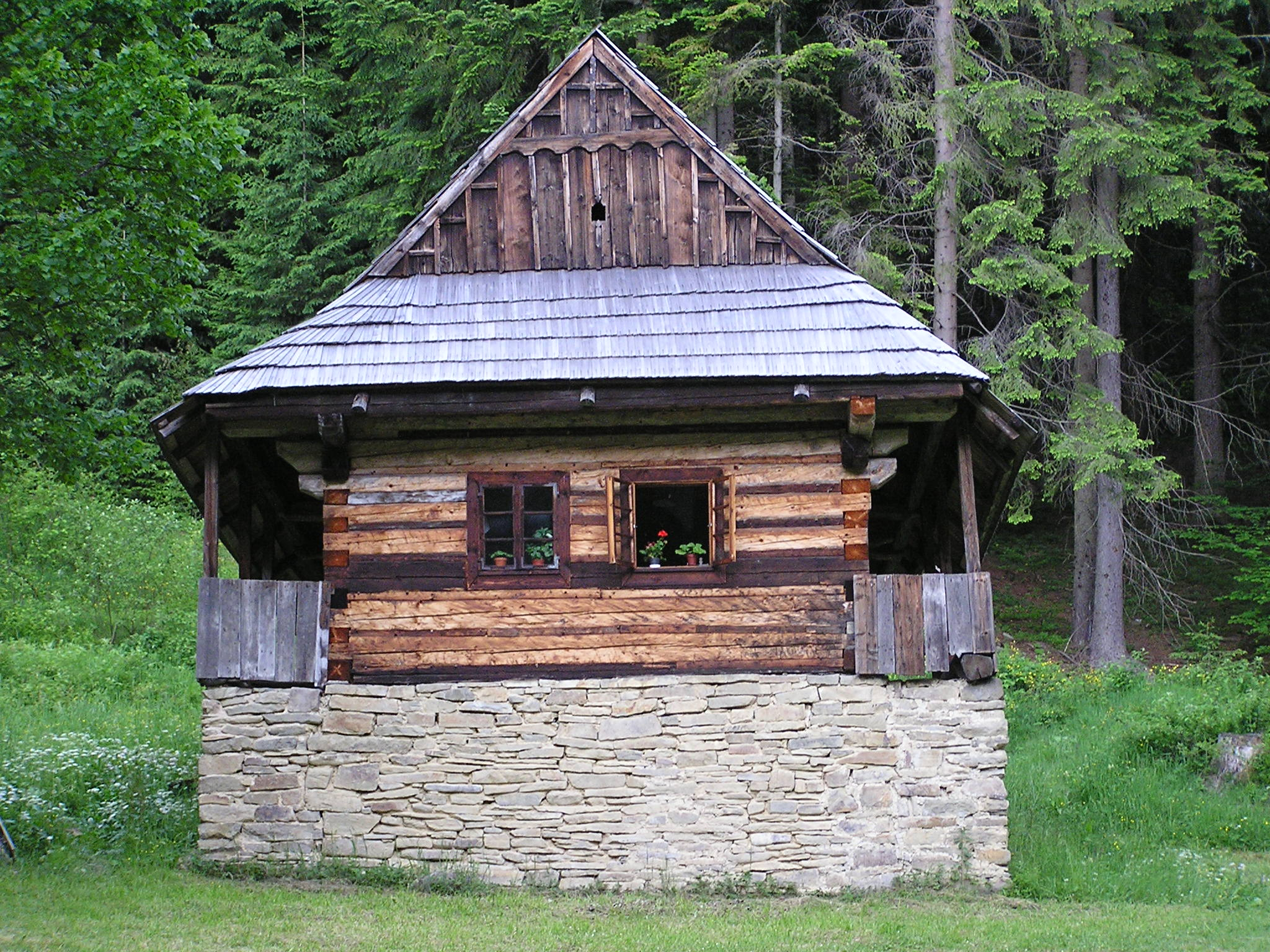
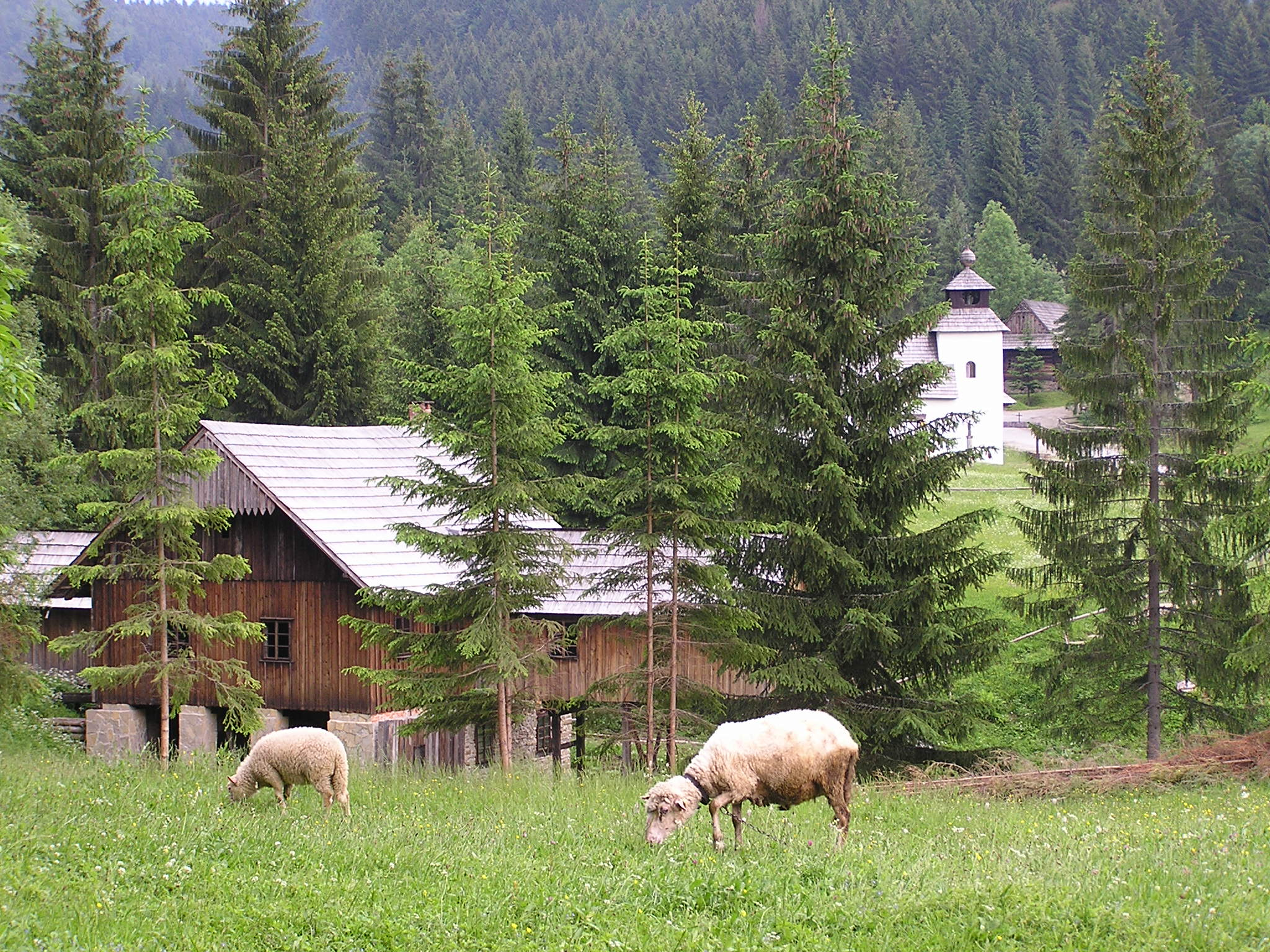
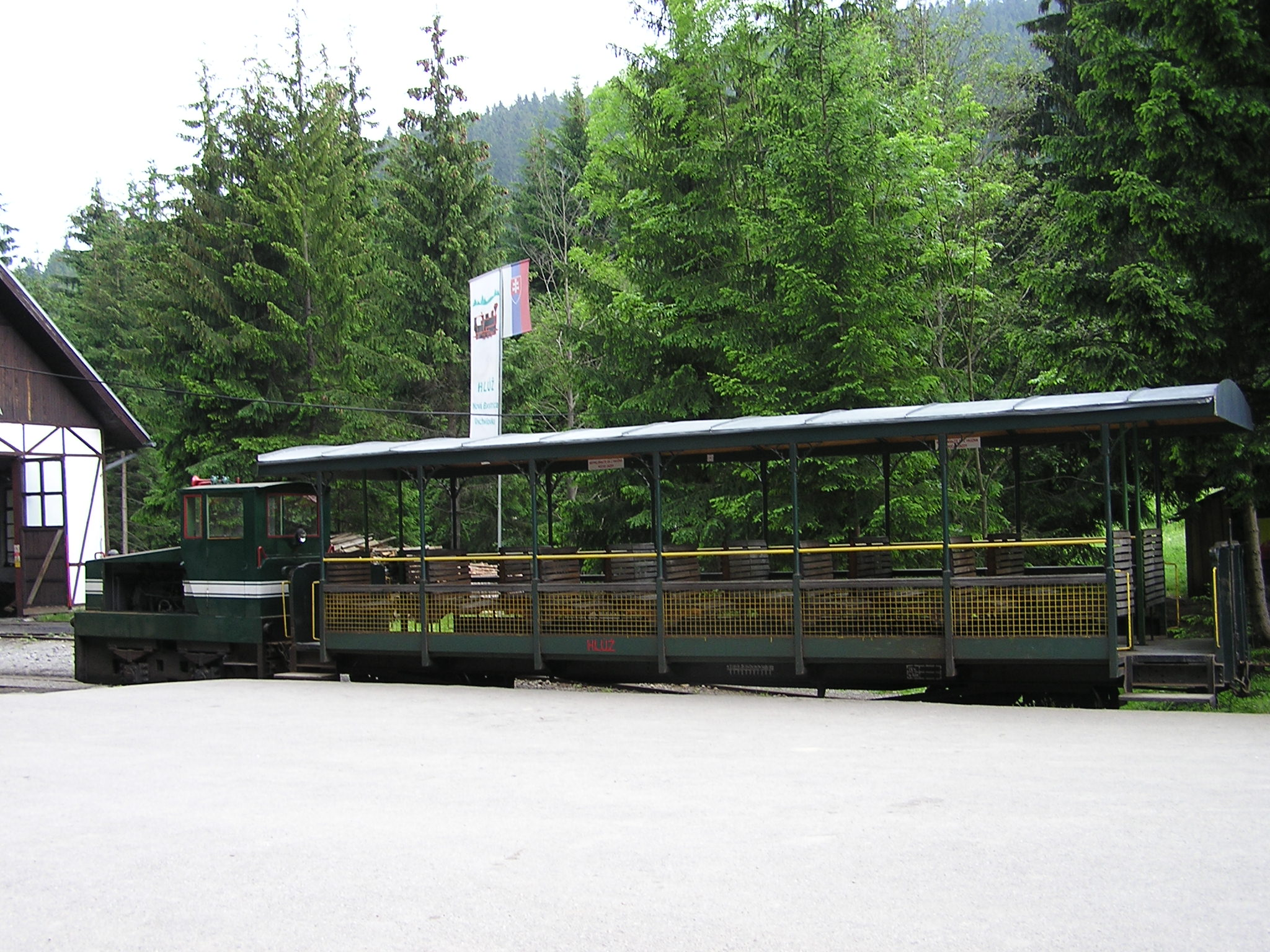
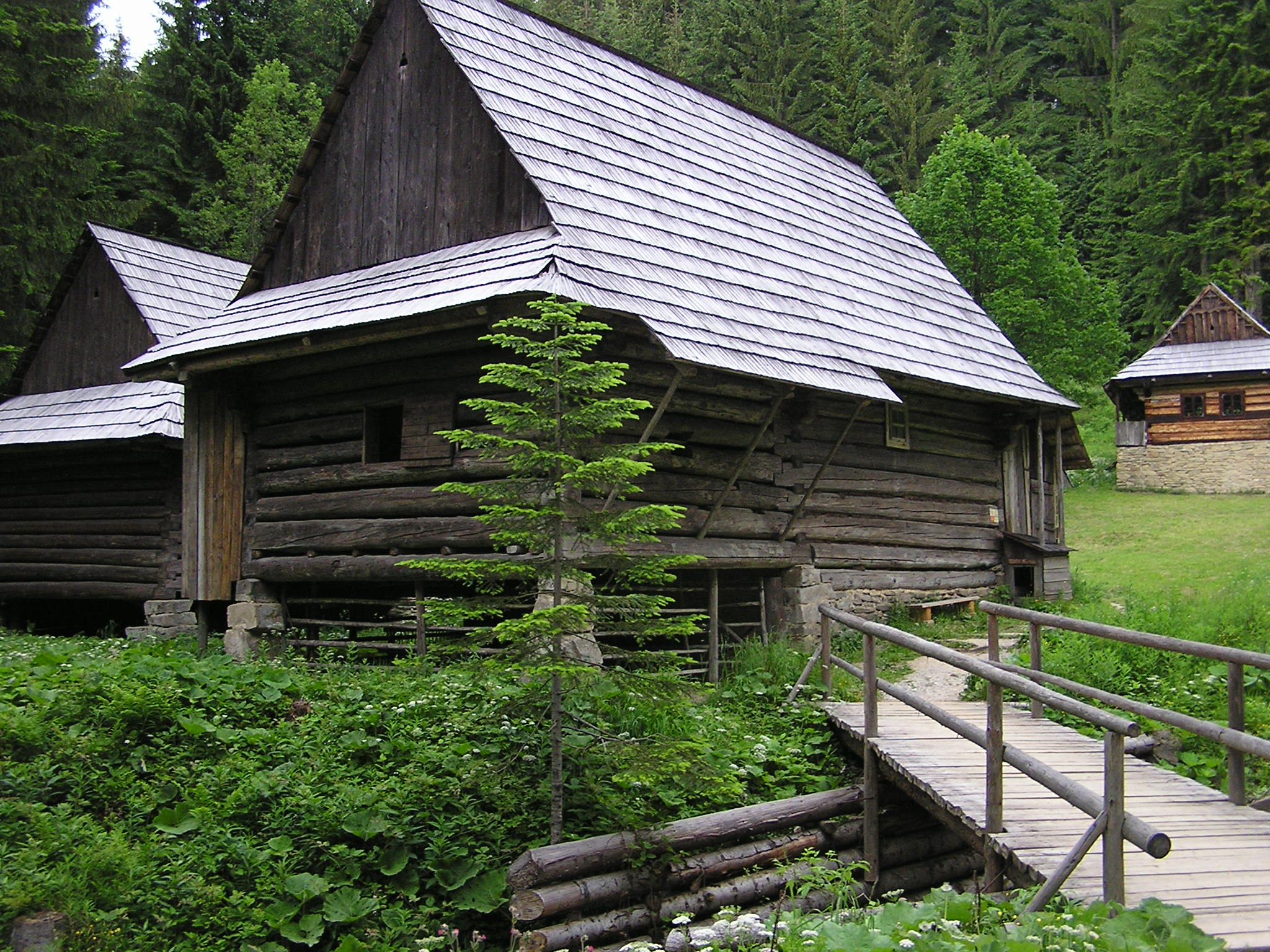
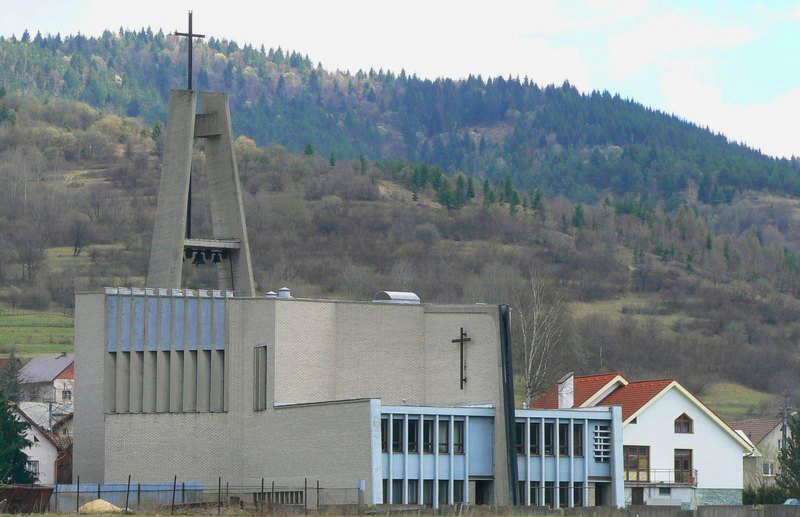
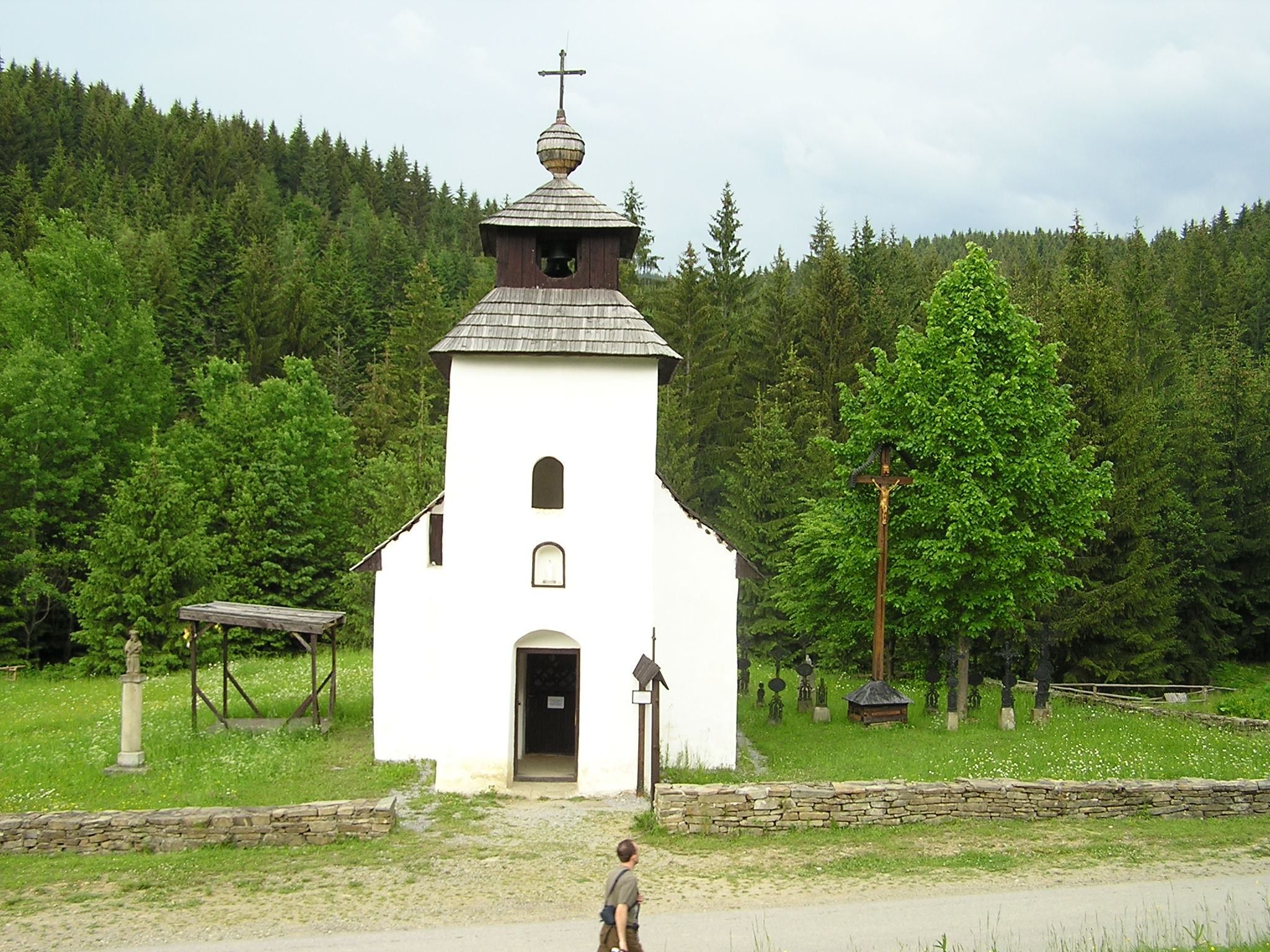
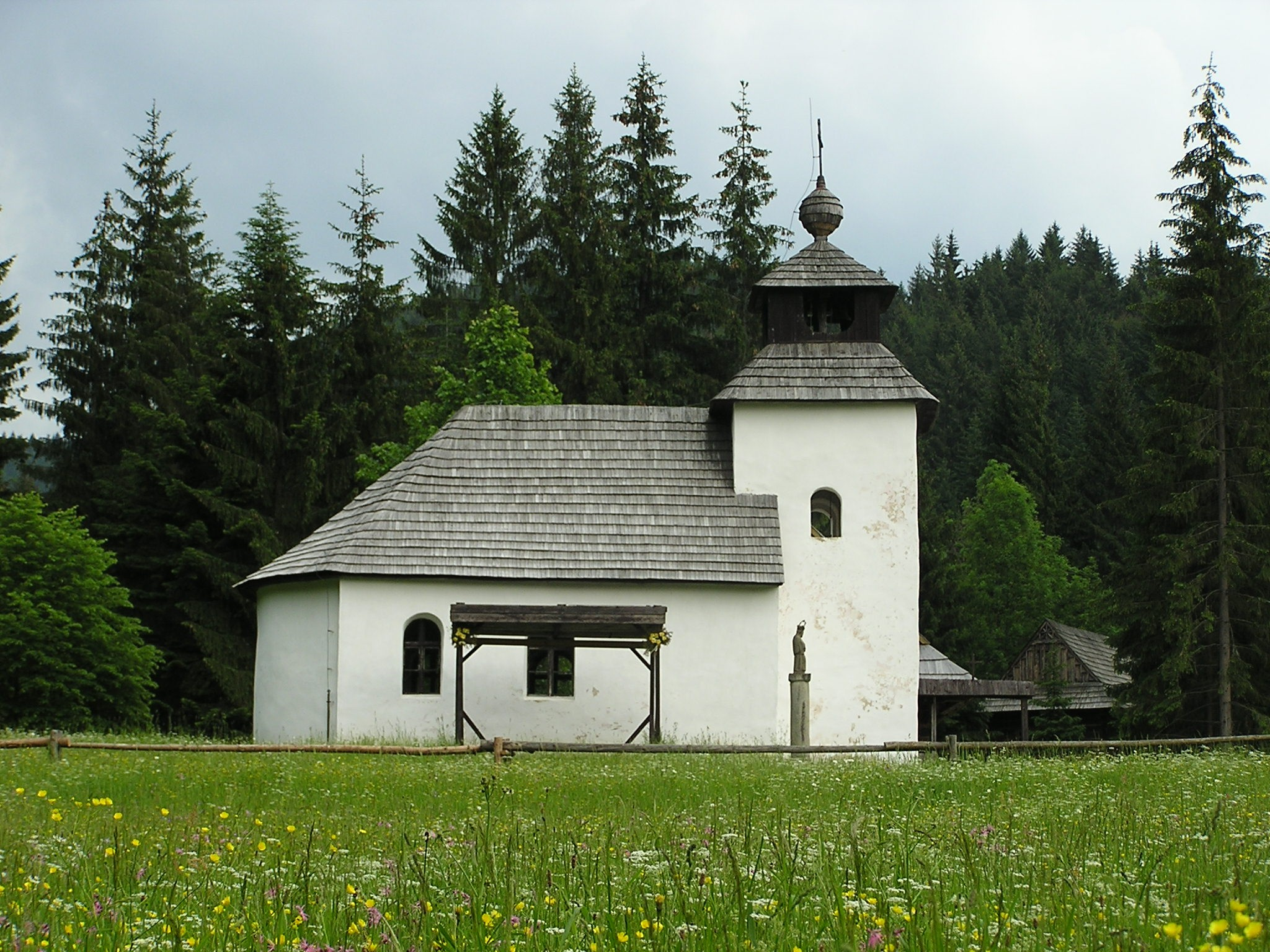
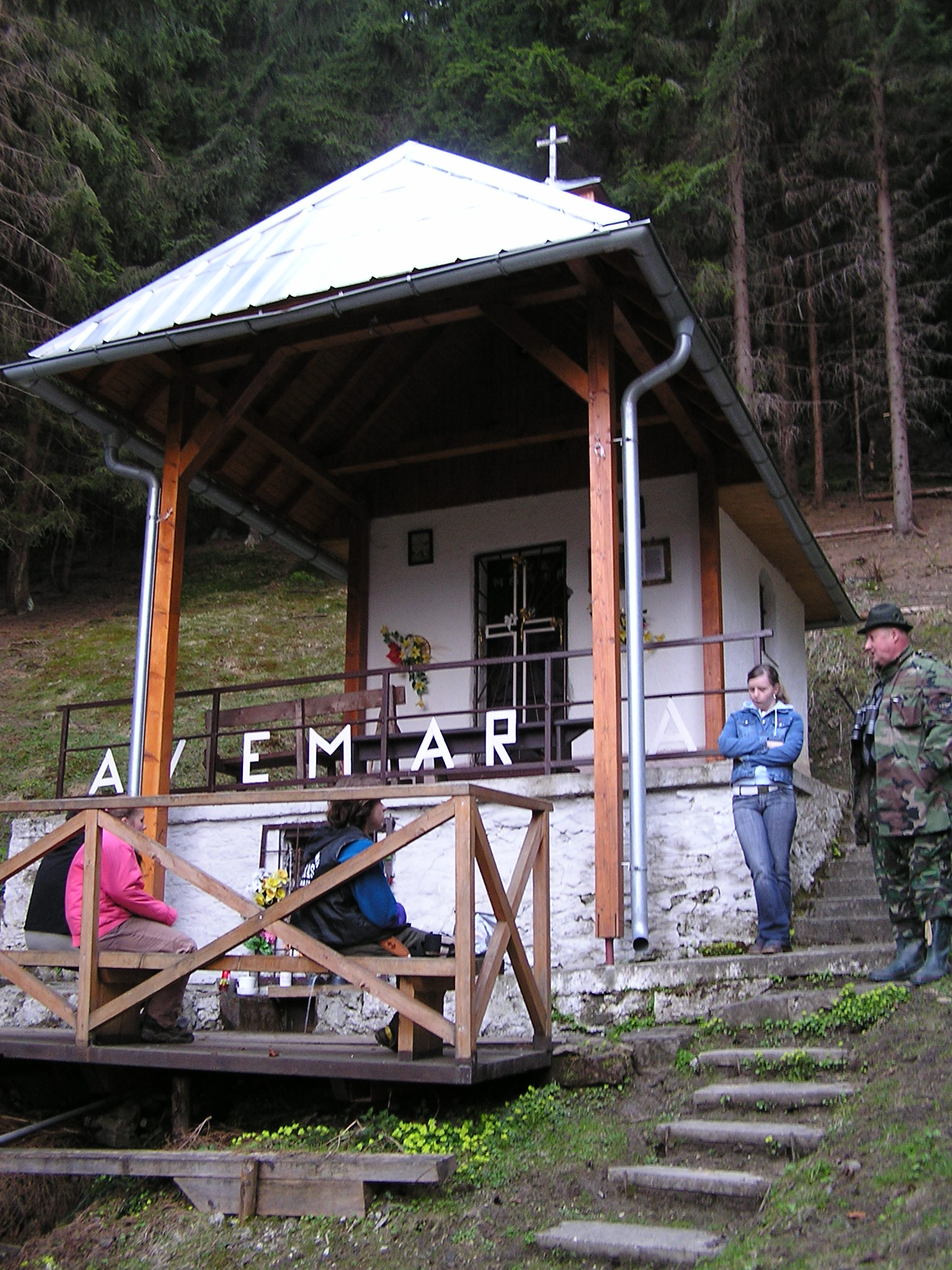

## Demografia
| Godina             | 1994 | 2004   | 2014   | 2024   |
| ------------------ | ---- | ------ | ------ | ------ |
| Nombre de persones | 2137 | 2282   | 2253   | 2137   |
| Diferència         |      | +6,78% | −1,27% | −5,14% |

| Godina             | 2023 | 2024   |
| ------------------ | ---- | ------ |
| Nombre de persones | 2142 | 2137   |
| Diferència         |      | −0,23% |